# 羅德里大帝
羅德里大帝（820年代—878年）是中世紀威爾斯的一位統治者，圭內斯王國國王。他是阿伯弗洛王朝的建立者。

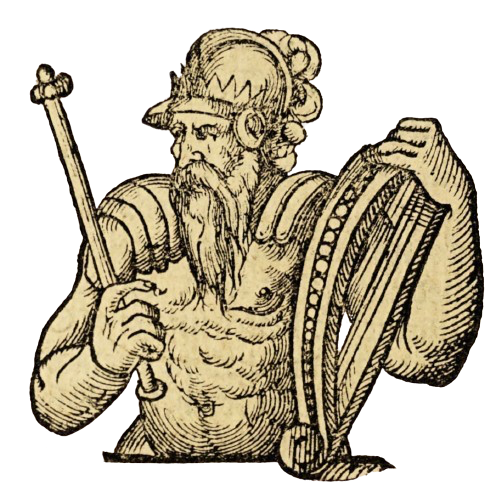
羅德里大帝

羅德里出生於9世紀初期，他是圭內斯國王莫芬·弗里奇之子。844年羅德里繼承父親的王位。羅德里在位期間不斷與入侵的維京人征戰，873年他在安格爾西島擊退維京人，但在878年，他在與英格蘭人的衝突中喪命。他的兒子，艾納勞德·阿頗·羅德里，繼位為下一任圭內斯國王。